# Charles Colin

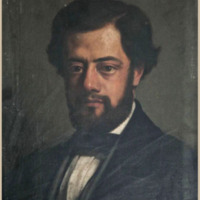
Charles-Joseph Colin

Charles Colin (Cherburgo,  2 de junio de 1832-1881) fue un oboísta, organista y compositor francés que contribuyó de manera significativa a la evolución de la escuela francesa de oboe en el siglo XIX.

## Biografía
Charles Colin nació el 2 de junio de 1832 en Cherburgo, hijo de un padre militar jefe de la música principal dentro de un regimiento de infantería.
Recibió su formación musical muy joven por su padre que, por su rigor, lo condujo a un nivel que rápidamente le permitió acceder a la cátedra del puesto de profesor de música.